# 紐敦 (印第安納州)
紐敦（英語：Newtown）是一個位於美國印第安納州方廷縣的城鎮。

## 人口
根據2010年美國人口普查的數據，紐敦的面積為1.31平方千米，當中陸地面積為1.31平方千米，而水域面積為0.00平方千米。當地共有人口256人，而人口密度為每平方千米195人。